# Cervenți, Varna
Cervenți (în bulgară Червенци) este un sat în comuna Vălci Dol, regiunea Varna,  Bulgaria. 

## Demografie
Componența etnică a satului Cervenți
     Bulgari (91,31%)
     Romi (1,93%)
     Nicio identificare (5,79%)
     Altele (0,96%)
La recensământul din 2011, populația satului Cervenți era de 518 locuitori. Din punct de vedere etnic, majoritatea locuitorilor (91,31%) erau bulgari, cu o minoritate de romi (1,93%). Pentru 5,79% din locuitori nu este cunoscută apartenența etnică.